# Calvillo, Guanajuato
Calvillo är en ort i Mexiko.   Den ligger i kommunen Guanajuato och delstaten Guanajuato, i den centrala delen av landet, 280 km nordväst om huvudstaden Mexico City. Calvillo ligger 2 134 meter över havet och antalet invånare är 180.
Terrängen runt Calvillo är huvudsakligen kuperad, men åt nordost är den platt. Runt Calvillo är det ganska tätbefolkat, med 93 invånare per kvadratkilometer. Närmaste större samhälle är Guanajuato, 16,8 km sydväst om Calvillo. Trakten runt Calvillo består i huvudsak av gräsmarker.